# Sint-Thomascollege (Sevilla)

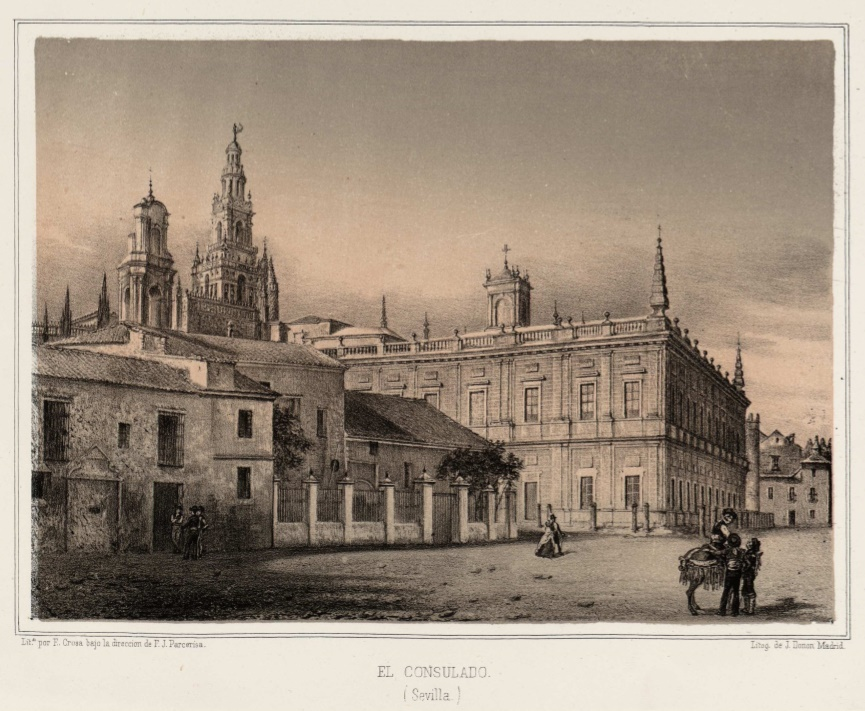
Het Colegio de Santo Tomás (links) op een litho uit 1856.

Het Sint-Thomascollege (Spaans: Colegio de Santo Tomás) was een instelling voor hoger onderwijs in Sevilla, gewijd aan de dominicaanse theoloog Thomas van Aquino. In de kerk van het college had de Vlaamse natie van de stad een kapel.

## Geschiedenis
Het college werd in 1517 gesticht door de dominicanen. Diego de Deza had in 1515 een pauselijke bul bekomen voor een college in Salamanca, maar hij opteerde uiteindelijk voor Sevilla, waar het aanbod van theologische opleidingen beperkt was. In 1545 verleende keizer Karel het college de rang van universiteit. De Franse invasie van 1810 leidde tot een eerste sluiting, die vijf jaar duurde. Het tweede leven van het college kwam ten einde in 1835 met de definitieve afschaffing. De gebouwen bleven nog voor diverse functies in gebruik, tot de afbraak in 1927, wegens heraanleg van de wijk.
Tot het kunstpatrimonium van het college behoorden schilderijen van meesters als Zurbarán, Murillo en Juan de Roelas. De laatste maakte in 1610-15 drie schilderijen over de Bourgondische patroon Sint Andries voor de capilla flamenca. Ze zijn tegenwoordig te zien in Spaanse musea.